# Севастополь (шхуна, 1818)
«Севастополь» — двухмачтовая парусная шхуна Черноморского флота Российской империи, находившаяся в составе флота с 1818 по 1833 год. Во время службы шхуна использовалась в качестве учебного, почтового, крейсерского, брандвахтенного и карантинного судна, принимала участие в русско-турецкой войне 1828—1829 годов, во время которой обеспечивала поддержку армии и флота у побережий Чёрного и Средиземного морей, а по окончании службы была разобрана.

## Описание судна
Парусная двухмачтовая шхуна с косыми парусами и деревянным корпусом. Длина шхуны составляла 24 метра, ширина — 8 метра, а осадка 3,4 метра. Вооружение судна состояло из 14-ти орудий.

## История службы
Шхуна «Севастополь» была заложена в Севастополе 12 (24) декабря 1815 года и после спуска на воду 16 (28) мая 1818 года вошла в состав Черноморского флота России. Строительство вёл корабельный мастер И. И. Тарусов.
В 1819 году выходила в практические плавания в Чёрное море. В кампанию 1820 года совершала плавания между Николаевом и Севастополем, а также принимала участие в практическом плавании в Чёрном море. В 1821 году после начала греческого восстания в Турции, возник вопрос о выборе нового пути доставки почтовой корреспонденция в Константинополь и Южную Европу вместо ставших недоступными Бессарабии, и территорий современных Румынии и Болгарии. В связи с этим новороссийский генерал-губернатор А. Ф. Ланжерон ходатайствовал о начале морского почтового сообщения с Константинополем с использованием двух пакетботов. В связи с тем, что ходатайство было также поддержано российским послом в Турции Г. А. Строгановым, по распоряжению императора из шхуна «Севастополь» совместно со шхуной «Гонец» были выделены для доставки почты и два раза в месяц совершали почтовые рейсы из Одессы в Константинополь. Также до 1824 года шхуна ежегодно участвовала в практических плаваниях в Чёрном море.
В 1825 году несла брандвахтенную службу в Сухум-Кале, а в следующем 1826 году помимо брандвахтенной службы в Сузум-Кале также совершала плавания между Одессой и Николаевом. В кампанию 1827 года выходила в крейсерское плавание к берегам Кавказа, после чего была задействована для отвода понтонов из Николаева в Килию.
Принимала участие русско-турецкой войне 1828—1829 годов. 21 апреля (3 мая) 1828 года вышла из Севастополя в составе эскадры вице-адмирала А. С. Грейга и ко 2 (14) мая прибыла к Анапе. 18 (18) мая принимала участие в огневой поддержке высадки русских войск на берег у Анапы, а 24 мая (5 июня) ушла в Севастополь. В июле и августе того же года действовала у Коварны и Варны, после чего вернулась в Севастополь.
В кампанию 1829 года совершала плавания между Севастополем и Сухум-кале и принимала участие в крейсерских плаваниях у абхазских и анатолийских берегов. В следующем 1830 годов вновь находилась в крейсерских плаваниях у абхазских и анатолийских берегов. В 1833 году несла карантинную службу на Севастопольском рейде, а после 1833 года была разобрана.

## Командиры шхуны
Командирами парусной шхуны «Севастополь» в составе Российского императорского флота в разное время служили:
- А. Г. Конотопцев (1819–1821 годы);
- Н. Д. Критский (до июня 1822 года);
- П. И. Шишуков (с июня 1822 года);
- А. Б. Броневский (1823–1824 годы);
- И. А. Аркас (1825–1828 годы);
- лейтенант Г. В. Петров (1829–1830 годы)[11];
- П. С. Луговской (1833 годы).